# Gol olímpic

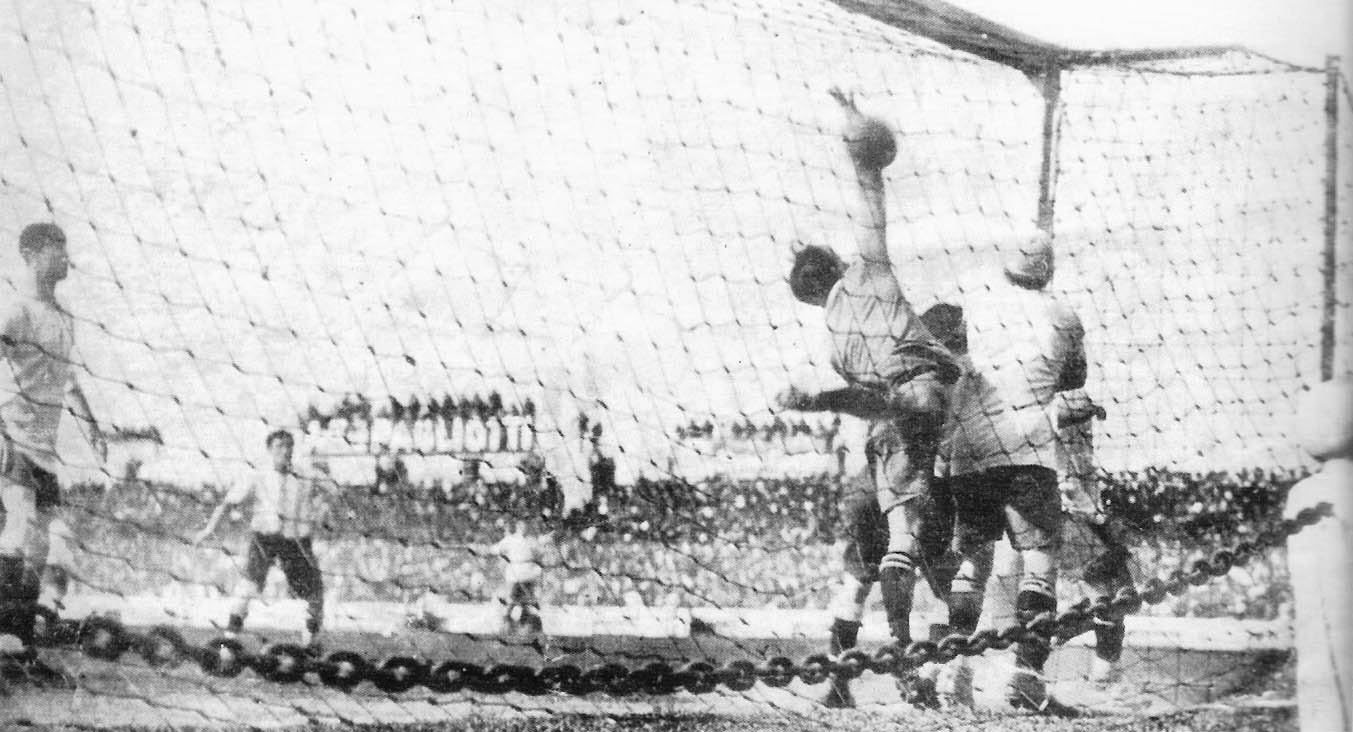
Fotografia del gol olímpic realitzat per Cesáreo Onzari durant un amistós entre les seleccions d'Uruguai i Argentina.

Un gol olímpic és una anotació poc comuna del futbol. Succeeix quan la pilota colpejada des del córner entra directament a la porteria sense que toqui cap jugador.
Aquest tipus d'anotació rep el seu nom del gol marcat per l'argentí Cesàreo Onzari a la flamant campiona de futbol olímpic, Uruguai, en el minut 15 de joc del partit amistós jugat el 2 d'octubre del 1924, que guanyà Argentina per 2-1.
En la història dels mundials de futbol l'únic gol olímpic marcat fou obra del colombià Marcos Coll en l'empat de Colòmbia 4-4 devant de l'URSS durant el Mundial de Xile del 1962. El gol fou el 4-2 parcial en el compromís, marcat al minut 68 del joc.